# Török János (politikus, 1843–1892)
Török János (Vinga, 1843. december 27. – Barlangliget, 1892. szeptember 4.) jogász, Temesvár polgármestere, Budapest rendőrfőkapitánya.

## Élete
1843. december 27-én született Vingán földbirtokos szülőktől. Tanulmányainak befejezése után 1866-ban Vingán kezdte hivatalos működését mint aljegyző, de ezen hivataláról leköszönt és Temesvárra költözött, ahol 1867-től ügyvédbojtár volt Rieger Nándor irodájában. Később fogalmazó és tiszteletbeli jegyző, 1872-1876 között pedig főjegyző. Temesvár polgármesteri tisztségét 1876-ban szerezte meg, Steiner Ferenc visszalépését követően. 1885-ben királyi miniszteri tanácsossá léptették elő, majd a budapesti államrendőrség főkapitányává. 1878-ben nősült, Rieger Bálint temeskutasi (kudritzi) nagybirtokos leányát, Rieger Leonát vette feleségül. Nagy szerepet vállalt a Temesvári Királyi Állami Főreáliskola felépítésében, a neves ipariskolák és az állandó színtársulat létrehozásában. Helyreállította az 1873-ban leégett Miklós-gőzmalmot, megkönnyítette a belváros és a külvárosok közti közlekedést, nagy gondot fordított a köztisztaságra, védgátakat és vasszerkezetű hidakat emelt, népkonyhákat, árvaházat és nyugdíjalapot létesített, mind a lakóházak egy részébe, mind az utcákra bevezettette a villanyvilágítást, elsőként Európában. A szegedi árvíz idején (1879) jelentős támogatásban részesítette a Tisza-parti települést, amelynek újjáépítésében kiemelkedő szerepet vállalt. 1885-ben kinevezték budapesti államrendőrségi főkapitánynak. 1892. szeptember 4-én hunyt el barlangligeti nyaralójában. Temesváron, a belvárosi köztemetőben helyezték örök nyugalomra, a központi kápolna közelében. Sírját máig megőrizték.
Temesvári tartózkodása alatt állandó munkatársa volt az ottani lapoknak.

## Munkája
- Emlékbeszéd a délmagyarországi részek visszacsatolásának százados évfordulója alkalmából, Temesvár sz. kir. város törvényhatósági bizottságának 1879. ápr. 23. tartott rendkívüli közgyűlésén. Temesvár, 1879. (Magyar és német kiadás).

## Forrásmunkák
- Gurzó K. Enikő: Török János, Temesvár korszakalkotó polgármestere (Heti Új Szó, Temesvár, 2001)
- Szinnyei József: Magyar írók élete és munkái.